# Тондираба (ледовая арена)
Ледовая арена Тондираба (эст. Tondiraba jäähall) — многофункциональный крытый спортивный комплекс в Таллинне (Эстония). Он был открыт 1 августа 2014 года и принадлежит городу Таллинну. Вместимость 7700 зрителей. Он может принимать, среди прочего, баскетбольные матчи, хоккейные игры и концерты.

## Информация
Ледовый каток «Тондираба» был открыт в августе 2014 года как первое крупное здание спортивного комплекса «Тондираба». В составе комплекса есть главная арена, два тренировочных катка и каток для кёрлинга. Главную арену можно использовать для фигурного катания, хоккея, шорт-трека, волейбола, гандбола, гимнастики и других видов спорта и соревнований. Главная арена также используется для организации концертов.
Первым крупным мероприятием прошедшим на катке стал турнир группы А второго дивизиона чемпионата мира по хоккею с шайбой среди молодёжных команд в декабре 2014 года.
Первым директором спортивной арены стала бывшая фигуристка Елена Глебова.

## Крупнейшие спортивные мероприятия

### Фигурное катание
- Чемпионат мира по фигурному катанию среди юниоров 2015 — с 2 по 8 марта 2015 года.
- Tallinn Trophy 2015 — с 17 по 22 ноября 2015 года.
- Tallinn Trophy 2016 — с 22 по 26 ноября 2016 года.
- Tallinn Trophy 2017 — с 21 по 26 ноября 2017 года.
- Tallinn Trophy 2018 — с 26 ноября по 2 декабря 2018 года.
- Tallinn Trophy 2019 — с 16 по 21 ноября 2019 года.
- Чемпионат мира по фигурному катанию среди юниоров 2020 — с 2 по 8 марта 2020 года.
- Tallinn Trophy 2021 — с 16 по 18 ноября 2021 года.
- Чемпионат Европы по фигурному катанию 2022 — с 10 по 16 января 2022 года.
- Чемпионат четырёх континентов по фигурному катанию 2022 — с 18 по 23 января 2022 года.
- Чемпионат мира по фигурному катанию среди юниоров 2022 — с 12 по 17 апреля 2022 года.
- Чемпионат Европы по фигурному катанию 2025 — с 28 января по 2 февраля 2025 года.

### Кёрлинг
- Чемпионат мира по кёрлингу среди юниоров 2015 — с 28 февраля по 8 марта 2015 года.
- Чемпионат Европы по кёрлингу 2018 — с 16 по 24 ноября 2018 года.

### Хоккей
- Турнир группы А второго дивизиона чемпионата мира по хоккею с шайбой среди молодёжных команд — с 7 по 13 декабря 2014 года.
- Турнир группы В второго дивизиона чемпионата мира по хоккею с шайбой среди юниорских команд — с 22 по 28 марта 2015 года.
- Квалификационный турнир на зимние Олимпийские игры 2018 года, предварительная квалификация — с 5 по 8 ноября 2015 года.
- Турнир группы А второго дивизиона чемпионата мира по хоккею с шайбой среди молодёжных команд — с 11 по 17 декабря 2016 года.
- Второй дивизион чемпионата мира по хоккею с шайбой среди молодёжных команд 2019. Группа А.
- Турнир группы B первого дивизиона чемпионата мира по хоккею с шайбой — с 28 апреля по 4 мая 2019 года.
- Турнир группы В первого дивизиона молодёжного чемпионата мира 2022 года — c 12 по 18 декабря 2021 года.
- Турнир группы А второго дивизиона юниорского чемпионата мира 2022 года — c 3 по 9 апреля 2022 года.
- Турнир группы B первого дивизиона чемпионата мира по хоккею с шайбой — c 23 по 29 апреля 2023 года.